# Adriana Jelinkova
Adriana Jelinkova (* 10. April 1995 in Brno, Tschechien als Adriana Jelinková) ist eine niederländisch-tschechische Skirennläuferin. Sie ist auf die Disziplinen Riesenslalom und Slalom spezialisiert.

## Biografie
Jelinkova wurde in Tschechien geboren und wuchs in den Niederlanden auf, wohin sie mit ihrer Familie gezogen war. Später absolvierte sie die Skimittelschule im österreichischen Bad Gastein. Als 15-Jährige begann sie im November 2010 an FIS-Rennen teilzunehmen, wobei sie im Januar 2012 den ersten Sieg auf dieser Stufe feiern konnte. Bei den im selben Monat ausgetragenen Olympischen Jugend-Winterspielen 2012 in Innsbruck gewann sie in der Kombination die Bronzemedaille. Ihr Debüt im Weltcup hatte sie am 16. Dezember 2012 beim Riesenslalom von Courchevel, wo sie nicht ins Ziel kam. Bei den Weltmeisterschaften 2013 erreichte sie Platz 40 im Riesenslalom.
In die Punkteränge des Europacups fuhr Jelinkova zum ersten Mal im Februar 2014, doch konnte sie in den zwei darauf folgenden Jahren kaum nennenswerte Fortschritte erzielen. Dies begann sich in der Saison 2016/17 zu ändern, als sie regelmäßig FIS-Rennen für sich entschied, bei den Weltmeisterschaften 2017 den 30. Platz im Slalom belegte und bei ihrem ersten Antreten im Nor-Am Cup auf Anhieb einen Podestplatz belegte. Die ersten Weltcuppunkte gewann Jelinkova am 25. November 2017 mit dem 25. Platz im Riesenslalom von Killington. Anschließend nahm sie an sieben Rennen des Nor-Am Cups teil, bei denen sie einmal gewann und viermal Zweite wurde. Am 26. November 2020 erreichte Jelinkova beim Parallelrennen in Lech-Zürs ihr bis dahin bestes Weltcupergebnis, als sie Zehnte wurde. Am 17. Januar 2021 stürzte sie jedoch in Kranjska Gora schwer und zog sich einen Kreuzbandriss zu, wodurch sie für den Rest der Saison ausfiel.
Am 15. Juli 2022 gab Jelinkova bekannt, ab sofort für ihr Geburtsland Tschechien zu starten. Ihr Debüt für Tschechien gab sie am 26. November 2022 beim Riesenslalom in Killington, wobei sie sich nicht für den zweiten Durchgang qualifizieren konnte.
Im Sommer 2025 plante Jelinkova wieder für den niederländischen Skiverband zu starten, dieser Verbandswechsel wurde jedoch von der FIS vorläufig abgelehnt.

## Erfolge

### Olympische Winterspiele
- Peking 2022: DNF1 Riesenslalom

### Weltmeisterschaften
- Schladming 2013: 40. Riesenslalom
- St. Moritz 2017: 30. Slalom, 36. Riesenslalom
- Åre 2019: 19. Slalom, 33. Riesenslalom
- Méribel 2023: 10. Mannschaftswettbewerb, 18. Parallelrennen, 29. Riesenslalom

### Weltcup
- 1 Platzierung unter den besten zehn

### Weltcupwertungen
| Saison  | Gesamt | Gesamt | Riesenslalom | Riesenslalom | Slalom | Slalom | Kombination | Kombination | Parallel | Parallel |
| Saison  | Platz  | Punkte | Platz        | Punkte       | Platz  | Punkte | Platz       | Punkte      | Platz    | Punkte   |
| ------- | ------ | ------ | ------------ | ------------ | ------ | ------ | ----------- | ----------- | -------- | -------- |
| 2017/18 | 108.   | 16     | 47.          | 6            | 55.    | 6      | 38.         | 4           | –        | –        |
| 2019/20 | 126    | 1      | –            | –            | –      | –      | –           | –           | 46.      | 1        |
| 2020/21 | 62.    | 72     | 25.          | 46           | –      | –      | –           | –           | 10.      | 26       |
| 2021/22 | 123.   | 3      | 52.          | 3            | –      | –      | –           | –           | –        | –        |
| 2022/24 | 115.   | 9      | 47.          | 9            | –      | –      | –           | –           | –        | –        |

### Nor-Am Cup
- Saison 2017/18: 5. Gesamtwertung, 2. Riesenslalomwertung, 6. Slalomwertung, 8. Kombinationswertung
- Saison 2018/19: 8. Gesamtwertung, 3. Riesenslalomwertung, 10. Slalomwertung
- Saison 2019/20: 6. Gesamtwertung, 1. Riesenslalomwertung, 9. Slalomwertung
- 19 Podestplätze, davon 5 Siege:

| Datum             | Ort            | Land   | Disziplin    |
| ----------------- | -------------- | ------ | ------------ |
| 15. Dezember 2017 | Panorama       | Kanada | Riesenslalom |
| 8. Februar 2019   | Jackson        | USA    | Riesenslalom |
| 13. März 2019     | Stowe Mountain | USA    | Riesenslalom |
| 2. Januar 2020    | Burke Mountain | USA    | Riesenslalom |
| 3. Januar 2020    | Burke Mountain | USA    | Riesenslalom |

### Far East Cup
- 4 Podestplätze, davon 2 Siege

| Datum             | Ort             | Land     | Disziplin |
| ----------------- | --------------- | -------- | --------- |
| 15. Dezember 2017 | Alpensia Resort | Südkorea | Slalom    |
| 8. Februar 2019   | Alpensia Resort | Südkorea | Slalom    |

### Olympische Jugend-Winterspiele
- Innsbruck 2012: 3. Kombination, 6. Riesenslalom, 13. Super-G

### Juniorenweltmeisterschaften
- Roccaraso 2012: 9. Kombination, 19. Slalom, 30. Riesenslalom, 34. Super-G
- Jasná 2014: 13. Slalom, 23. Riesenslalom
- Hafjell 2015: 15. Riesenslalom, 29. Kombination, 42. Super-G

### Weitere Erfolge
- 2 Podestplätze im Far East Cup
- 2 Podestplätze im Australia New Zealand Cup
- 13 Siege in FIS-Rennen